# Liste der Biografien/Ja
Liste der Biografien |
Portal Biografien |
Personensuche
# |
A |
B |
C |
D |
E |
F |
G |
H |
I |
J |
K |
L |
M |
N |
O |
P |
Q |
R |
S |
T |
U |
V |
W |
X |
Y |
Z |
?
 
Ja |
Jb |
Jd |
Je |
Jh |
Ji |
Jj |
Jl |
Jn |
Jm |
Jo |
Jp |
Jr |
Js |
Jt |
Ju |
Jv |
Jw |
Jy
 
Jaa |
Jab |
Jac |
Jad |
Jae |
Jaf |
Jag |
Jah |
Jai |
Jaj |
Jak |
Jal |
Jam |
Jan |
Jao |
Jap |
Jaq |
Jar |
Jas |
Jat |
Jau |
Jav |
Jaw |
Jax |
Jay |
Jaz
Die Liste der Biografien führt alle Personen auf, die in der deutschsprachigen Wikipedia einen Artikel haben. Dieses ist eine Teilliste mit einem Eintrag einer Person, deren Namen mit den Buchstaben „Ja“ beginnt.

## Ja
- Ja Rule (* 1976), US-amerikanischer RapperJa Rule (* 1976)

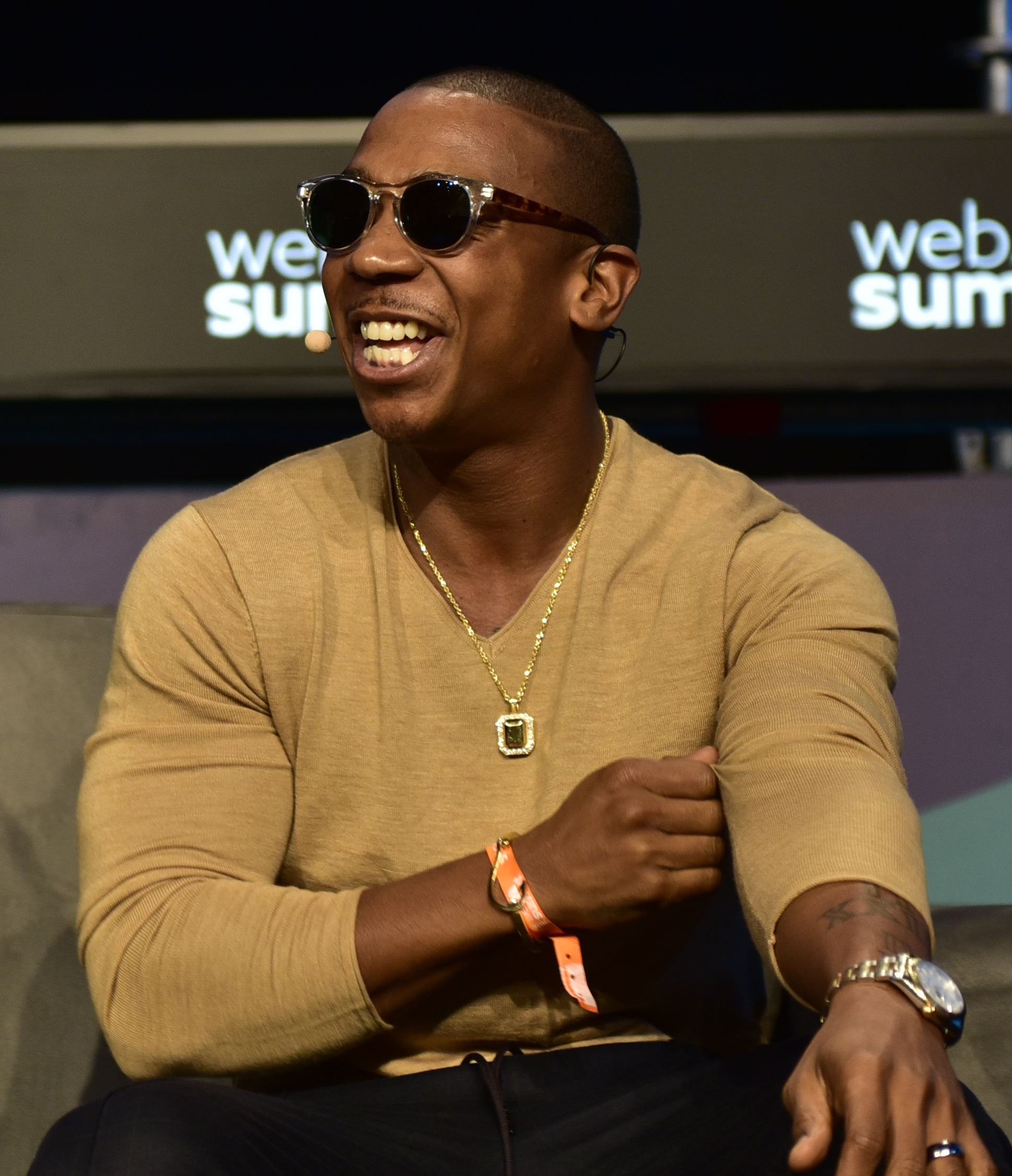
Ja Rule (* 1976)